# Movimenti rivoluzionari in Italia nel Primo Novecento
Affievolite le ideologie risorgimentali che dominavano il dibattito e la lotta politica italiana, l'inizio del XX secolo vede la crescita e lo scontro di numerosi  movimenti rivoluzionari nell'Italia del Primo Novecento caratterizzati da uno sviluppo della lotta di classe da una parte, e da un nazionalismo acceso, sostenuto dalla crescente classe borghese dall'altra parte. Questi movimenti erano anche influenzati da diverse ideologie che circolavano in Europa quali quelle del Socialismo rivoluzionario in aperta scissione rispetto ai socialisti riformisti, le posizioni radicali degli intellettuali futuristi, e sull'onda di quanto accadeva negli altri paesi europei, un forte nazionalismo in cui trovava spazio anche l'irredentismo italiano scomparso nella normale vita politica italiana dopo la firma della triplice alleanza.

## Premesse

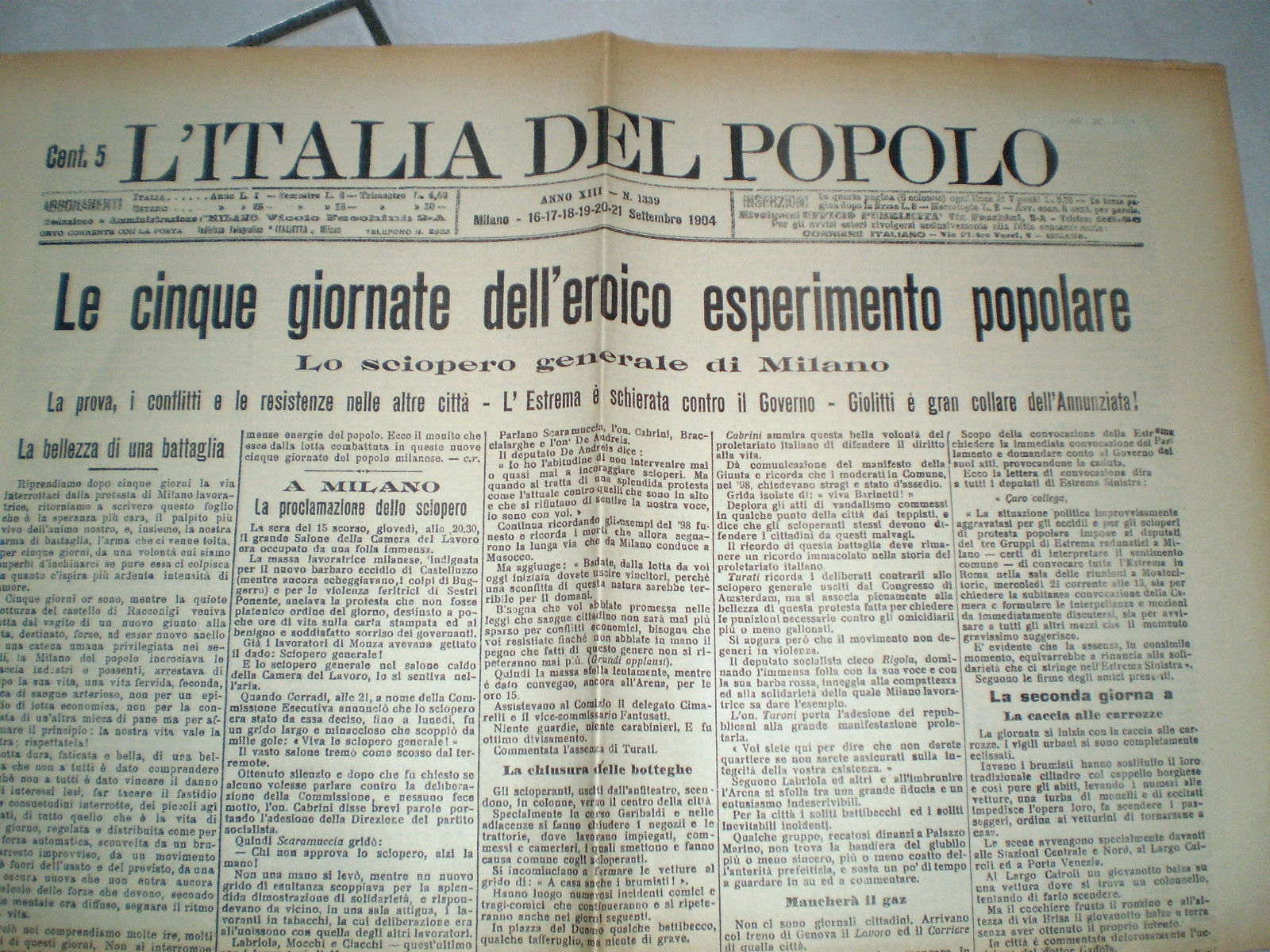
Prima pagina dell'Italia del Popolo esaltante le 5 giornate di sciopero popolare del 1904

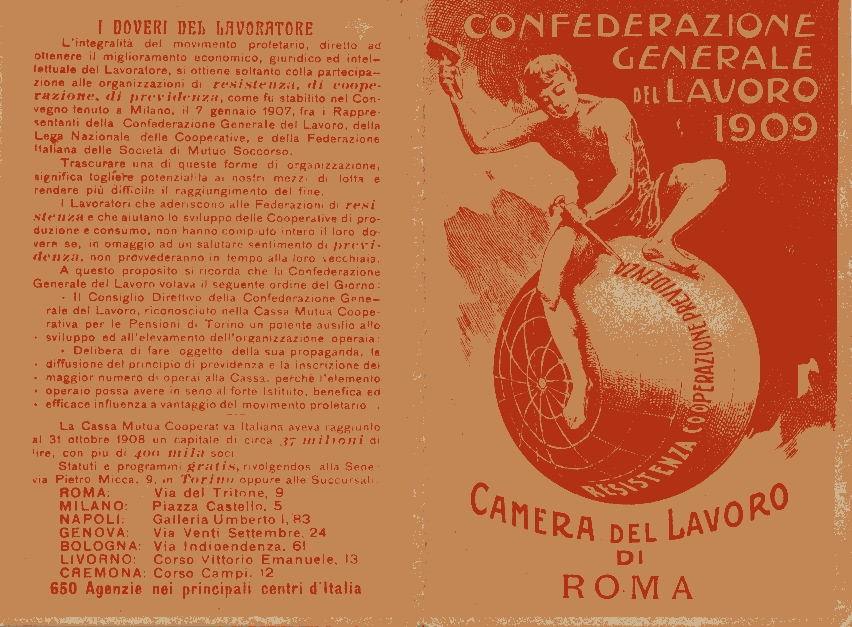
Tessera della confederazione generale del lavoro del 1906

L'Italia, come in altre nazioni europee, nel periodo della maturità della Belle Époque vide l'affacciarsi delle masse lavoratrici sul panorama delle liberaldemocrazie e delle monarchie. Questo fenomeno sociologico si accompagnò ad un intenso sentimento nazionalista e, con l'affermarsi di una serie di correnti di pensiero antipositiviste: nichiliste Nietzsche, anarco-individualiste Stirner, teoria del mito Sorel.
Molti intellettuali e politici delle aree radicali, di conseguenza, avvertivano e propagandavano la necessità di uno sconvolgimento rivoluzionario dello Stato italiano borghese.
Le formazioni di ispirazione anarchica, il Partito Socialista Italiano e la Confederazione Generale del Lavoro (CGdL) avevano come obiettivo una rivoluzione di stampo bakuniniano (le prime) e marxista o marxista-revisionista (i secondi), ma i tentativi di queste formazioni non riuscirono a sovvertire lo Stato, nonostante episodi clamorosi, come l'assassinio del sovrano Umberto I (1900) e il ben organizzato primo sciopero generale in Italia avvenuto nel 1904.
Il movimento artistico del Futurismo, nato nel 1909 a Parigi da poeti e artisti italiani, rappresentò l'ennesimo gradino verso il surriscaldamento del clima: il Futurismo, infatti, assunse subito anche posizioni politiche radicali, sia vicine alle posizioni della sinistra rivoluzionaria, si pensi al dipinto I funerali dell'anarchico Galli di Carlo Carrà (1911), che a espressioni belliciste come la "guerra igiene del mondo" contenute nel Manifesto del futurismo (1909) di Marinetti.
Nell'estate del 1914 ad Ancona, e poi via via in quasi tutta la penisola, si accese una catena di scioperi, sommosse violente, aggressioni alle autorità. In alcuni paesi i sindacalisti rivoluzionari riuscirono perfino a proclamare delle effimere repubbliche. Fu la cosiddetta Settimana rossa, che per diversi giorni fece temere alla borghesia italiana l'avvento di una vera rivoluzione.
La Settimana rossa fallì, ma, come avrebbero dimostrato gli eventi, quello era stato solo il primo atto di un periodo di moti e agitazioni destinato a durare fino alla presa del potere da parte di Benito Mussolini.
Sei settimane dopo la fine della Settimana rossa, con l'attentato di Sarajevo, scoppiava la Grande Guerra.

## La crisi politica del Partito Socialista Italiano

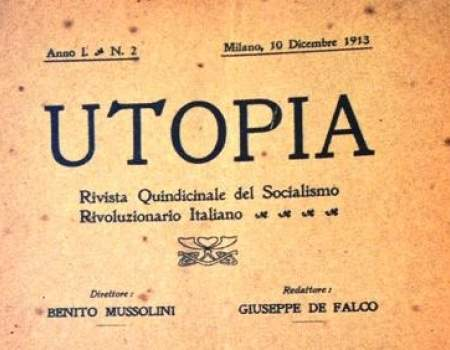
Copertina di Utopia, rivista di socialismo rivoluzionario, fondata da Mussolini nel 1913

In questo clima ebbe un'importanza determinante il dibattito interno al Partito Socialista Italiano. Esso si svolse fra marxisti ortodossi, che intendevano temporeggiare, nella sicurezza di uno sfogo rivoluzionario "naturale" del sistema al sopraggiungere della maturità del capitalismo; i revisionisti di destra, che intendevano perseguire la strada delle riforme graduali del sistema; e i revisionisti di sinistra, influenzati dal sindacalismo rivoluzionario, che intendevano far crollare lo stato borghese attraverso l'arma dello sciopero generale totale.
Questo dibattito giunse all'acme con lo scoppio del conflitto europeo nell'estate 1914. Marxisti e riformisti italiani si trovarono spiazzati, anche di fronte ai differenti atteggiamenti presi dai partiti "fratelli" dei paesi belligeranti nei confronti della guerra. Non così invece per i revisionisti di sinistra che, in larga parte, appoggiarono le posizioni interventiste già propugnate da sindacalisti rivoluzionari, futuristi e nazionalisti.
Tra i protagonisti di questa lacerazione vi fu Benito Mussolini, in quel periodo direttore dell'organo ufficiale del PSI, il quotidiano Avanti!. Approdato a posizioni soreliane, Mussolini appoggiò inizialmente le iniziative dell'Unione Sindacale Italiana (nata nel 1912 dalla scissione della componente rivoluzionaria della Confederazione Generale del Lavoro) - provocando così la sua cacciata dalla direzione dell'"Avanti!", quindi, con l'apertura di un suo quotidiano - Il Popolo d'Italia - apertamente interventista, ottenne un processo disciplinare interno al PSI e l'espulsione dal partito.
La sua espulsione provocò un esodo dal PSI di circa diecimila tesserati (su oltre cinquantamila), i più radicalmente convinti della necessità di una rivoluzione violenta.
Viceversa l'USI assunse una posizione antimilitarista con conseguente espulsione nel settembre 1914 di Filippo Corridoni ormai convinto interventista che nell'ottobre fonderà il Fascio rivoluzionario d'azione internazionalista.

## Interventismo, Grande Guerra, Rivoluzione Bolscevica
Sebbene nazionalisti ed interventisti mussoliniani si odiassero profondamente, essi condivisero insieme ai futuristi, ai vociani ed al poeta Gabriele D'Annunzio una feroce campagna per trascinare l'Italia in guerra. I fini - chiaramente - erano radicalmente differenti: mentre per l'interventismo nazionalista si trattava semplicemente di "chiudere i conti" con l'Austria-Ungheria, negli intenti di futuristi e sindacalisti rivoluzionari la guerra doveva diventare il punto di rottura e la spinta propulsiva grazie alla quale le masse avrebbero preso coscienza della loro condizione innescando un processo rivoluzionario.
Gli interventisti si organizzarono principalmente attorno a tre giornali, Il Popolo d'Italia mussoliniano, Lacerba futurista e la Voce prezzoliniana. Al momento dell'ingresso in guerra del Paese, la gran parte di costoro cercò di farsi arruolare volontaria nelle Forze Armate (nonostante le resistenze dei vertici militari, che avevano ben presente il rischio di far entrare simili "teste calde" nella compagine delle leve, soprattutto come volontari e non come coscritti).
Nelle trincee, sebbene molti rivoluzionari interventisti venissero uccisi (primi fra tutti il sindacalista nazionale Filippo Corridoni e i futuristi Umberto Boccioni e Antonio Sant'Elia, mentre Cesare Battisti veniva giustiziato dagli austroungarici), il clima maturò ulteriormente, in quanto l'atrocità del conflitto esacerbò gli animi dei milioni di uomini trascinati al fronte (l'Italia mobilitò cinque milioni di soldati).

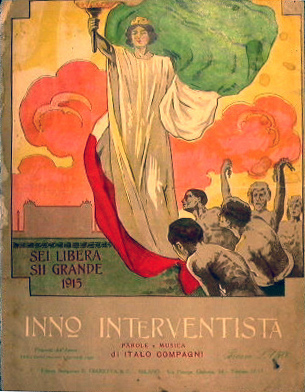
Inno interventista anno 1915

Nel 1917, intanto, la situazione precipitava in Russia. La eco della rivoluzione, prima menscevica, ma poi soprattutto bolscevica, agitò nuovamente le acque. Inizialmente salutata dagli interventisti di sinistra (Il popolo d'Italia titolò a tutta pagina per celebrare l'evento) come la conferma delle loro tesi - ovvero che la guerra sarebbe sfociata nella rivoluzione - essa però agì anche all'interno del PSI - ancora paralizzato dalla crisi mussoliniana e poi dall'ambiguità del suo atteggiamento verso la guerra sintetizzato in: "né aderire, né sabotare". A mano a mano che la rivoluzione leninista andava assumendo atteggiamenti pacifisti radicali nei confronti della Germania, il PSI fu sempre più galvanizzato dal messaggio di Lenin, e nuovamente la sua area rivoluzionaria riprese vigore. La propaganda bolscevica si fece strada nelle masse operaie coinvolte nella produzione bellica ma anche fra le truppe al fronte, tanto che il disastro di Caporetto venne attribuito, allora, soprattutto al "disfattismo" diffuso dai bolscevichi.
Al contrario, quando ci si accorse che dalla rivoluzione la Russia non aveva tratto un nuovo stimolo nella lotta contro il "militarismo tedesco", l'interventismo di sinistra prese sempre più le distanze dal bolscevismo, seppur in esso restava una forte ammirazione per il successo di Lenin.
Di conseguenza, dopo Caporetto in Italia si svilupparono due aree con ispirazioni rivoluzionarie, opposte e irriducibili: quella futurista-vociano-mussoliniana e quella filo-bolscevica. In particolare le due aree differivano essenzialmente su due punti:
- La vittoria (l'area futurista-vociano-mussoliniana pensava la rivoluzione come passo successivo alla vittoria sull'Austria-Ungheria e sul "militarismo tedesco", mentre i bolscevichi sostenevano la necessità di una pace a qualunque costo che sconvolgesse i programmi borghesi, la guerra essendo intesa come un progetto borghese per sottomettere il proletariato)
- Nazionalismo ed internazionalismo (gli interventisti erano in gran parte, anche se non tutti, nazionalisti, al contrario dei bolscevichi che speravano nella scomparsa degli stati nazionali borghesi)

Dopo Caporetto i sindacalisti rivoluzionari tentarono anche di convincere Luigi Cadorna a intraprendere un colpo di Stato militare, che portasse i quadri dell'Esercito a spazzare via l'amministrazione borghese dello Stato, ma senza successo. Proprio in quei mesi, infatti, comincia a montare fortissima nell'opinione pubblica e fra gli intellettuali la richiesta di una soluzione dittatoriale ai problemi italiani.

## Vittoria e crisi
L'avvicinarsi della vittoria finale sugli Imperi Centrali lasciava aperti moltissimi problemi, inaggirabili secondo le ali rivoluzionarie delle due fazioni:
- La necessità di "dare la terra ai contadini", che in massima parte erano coscritti al fronte
- Il problema istituzionale, essendo percepita come moribonda ogni forma di liberaldemocrazia in Italia
- L'atteggiamento da tenere nei confronti del bolscevismo, radicalmente negativo per gli interventisti, chiaramente positivo per i socialisti
- In prospettiva il problema della smobilitazione e della sistemazione da darsi a cinque milioni di ex soldati
- L'atteggiamento nei confronti della vittoria: assumere cioè posizioni irredentiste e pretendere l'adempimento degli obblighi sottoscritti dagli Alleati a Londra (con in più la città di Fiume, che aveva espresso voto d'essere riunita all'Italia), oppure rinunciare a ogni modifica territoriale nel nome della fratellanza fra proletari d'ogni nazione

Questi problemi, e le relative soluzioni contrapposte, scavarono un solco incolmabile fra le due fazioni rivoluzionarie in Italia. In particolare, se ferma restava la necessità per i due schieramenti di sconvolgere lo Stato borghese, la vera discriminante divenne la chiave nazionalista o internazionalista in cui si voleva interpretare la rivoluzione.
Il problema nazionale creava la vera frattura fra i due schieramenti rivoluzionari, sebbene non fossero infrequenti i passaggi dall'una all'altra parte. Entrambi gli schieramenti avevano anche le fratture interne: i socialisti erano divisi fra riformisti e massimalisti. Gli interventisti fra filo-nazionalisti (futuristi, sindacalisti nazionali, arditi) e non nazionalisti (anarchici, repubblicani, sindacalisti rivoluzionari). L'acuirsi del problema nazionale portò la fazione "di sinistra" degli interventisti a riavvicinarsi al Partito Socialista.
I mesi successivi alla sconfitta austroungarica (4 novembre 1918) furono carichi di tensione, e i primi a muoversi decisamente furono i nuovi movimenti combattentistici e i sindacalisti rivoluzionari, nonché alcune frange estremiste all'interno delle Forze Armate, fra le quali addirittura serpeggiava la minaccia di un colpo di stato militare per risolvere i problemi del confine adriatico.
La reazione all'inattività del governo nei confronti dell'irredentismo e delle richieste ed esigenze delle masse lavoratrici, bracciantili e combattenti che erano riuscite a paralizzare il Paese, da un lato, e a galvanizzarlo dall'altro, portò a un'ulteriore polarizzazione delle posizioni.
Nell'area socialista-bolscevica, la rivoluzione sovietica sembrò a portata di mano: si intensificarono gli sforzi, senza ottenere tuttavia il successo sperato.
Nell'area interventista invece si coagulò attorno alla figura di Mussolini un nuovo movimento, fondato a Milano il 23 marzo 1919 dalla confluenza di sindacalisti nazionali, futuristi, arditi e altri ex combattenti. Erano i Fasci Italiani di Combattimento.

## Il Biennio Rosso e l'Impresa di Fiume
Da parte loro, i rivoluzionari bolscevichi, nell'estate del 1919, diedero il via a quello che poi verrà chiamato il Biennio Rosso e che sarà il periodo di più forte enfasi rivoluzionaria marxista in Italia, ancorché non coronato da successo.
Approfittando del carovita e dell'inattività dello Stato (che nonostante alcune interessanti iniziative come la nascita dell'Associazione Nazionale Combattenti, non aveva fatto granché per venire incontro alle richieste e alle necessità delle masse combattenti e di quelle lavoratrici), i socialisti diedero il via a una serie di tumulti, scioperi, occupazione di terre e fabbriche, tanto per imprimere una svolta massimalista alla politica italiana, quanto per difendere le repubbliche socialiste sorte in Russia, Ungheria e Baviera, e che facevano presagire la possibilità di una rivoluzione mondiale.
Eppure, nonostante gli sforzi, il Biennio Rosso non condusse allo sperato sovvertimento dello Stato. Principalmente questo deve essere imputato a due cause:
- La frattura interna fra massimalisti e riformisti, dove i secondi erano disposti a trattative con l'establishment borghese in cambio di un miglioramento delle condizioni di lavoro e di una redistribuzione delle terre incolte, aprendo crepe nel fronte degli scioperi e delle occupazioni.
- L'urto con l'Esercito, che, al contrario di quello che avveniva in Russia, venne attaccato dai bolscevichi sia come istituzione che nelle persone dei suoi esponenti e dei reduci. Venne così a mancare l'apporto fondamentale delle "baionette", che invece come istituzione restarono a difesa dell'ordine costituito, mentre come componenti confluirono nel movimento di massa del "reducismo", vero e proprio brodo di coltura del nazionalismo dannunziano prima e del fascismo poi[9].

Due mesi dopo l'inizio delle agitazioni socialiste, Gabriele D'Annunzio provocava l'ammutinamento di 2.500 soldati del Regio Esercito e li portò a marciare sulla città quarnerina di Fiume, che le potenze alleate occupavano. Fiume, infatti, pur avendo nella maggioranza della popolazione espresso sentimenti di italianità, non era compresa negli Accordi di Londra del 1915 e pertanto sarebbe dovuta essere assegnata al nuovo regno Serbo-Croato-Sloveno creato dagli Alleati nei Balcani. Contemporaneamente nelle città dalmate che venivano rifiutate all'Italia (Zara e Sebenico) le popolazioni italofone si organizzavano e iniziavano ad accumulare armi. Zara veniva anche liberata dallo sbarco di un contingente di italiani, che sostanzialmente si poneva in sintonia con D'Annunzio, sebbene ufficialmente non fosse ammutinato.
La questione fiumana divenne un vulnus per l'orgoglio nazionale italiano, tale da spingere D'Annunzio all'impresa e buona parte dell'opinione pubblica a simpatizzare con essa. Quando però, con lo svilupparsi degli eventi internazionali, fu chiaro che lo Stato italiano non avrebbe accettato il fatto compiuto dell'annessione di Fiume, D'Annunzio dichiarò indipendente il comune (fino a suo possibile ricongiungimento con la Madrepatria) e varò una costituzione dai tratti apertamente rivoluzionari (12 novembre 1920), influenzata largamente dal sindacalista rivoluzionario Alceste de Ambris. Per suggellare la sterzata rivoluzionaria dell'Impresa di Fiume, D'Annunzio aprì all'Unione dei Sovieti di Lenin, tanto che costui definì D'Annunzio "l'unico rivoluzionario che vi sia in Italia".

## La reazione
Lo scontro fra le due realtà - quella socialista e quella fascista - fu immediato e inevitabile. Già il 15 aprile successivo alla fondazione dei Fasci una squadra di arditi e futuristi assaltò la sede milanese del quotidiano socialista "Avanti!" devastandola: l'insegna del giornale fu quindi portata sotto il monumento a Vittorio Emanuele II come trofeo. Nei momenti immediatamente precedenti gli scontri dall'interno del giornale partì un colpo di pistola che uccise uno dei soldati che faceva da cordone di sicurezza, impedendo agli squadristi l'assalto. La morte del militare provocò lo scioglimento del cordone, in parte perché gli ufficiali non vollero più tenere alla mano i soldati, in parte perché costoro, sdegnati dall'uccisione di un loro uomo, guardarono alla spedizione squadrista come una punizione per il proditorio omicidio.
La violenza rivoluzionaria, già sperimentata in maniera embrionale tempo di guerra con azioni intimidatrici nei confronti dei "disfattisti" e con i sabotaggi e gli scioperi antimilitaristi, e che esploderà nelle azioni del Biennio Rosso, trovò nel modus operandi fascista (squadrismo) il suo vertice: organizzata scientificamente grazie alla perizia militare di gran parte degli squadristi, essa travolse sistematicamente le organizzazioni socialiste e sindacal-confederali. Blandamente e discontinuamente osteggiata dallo Stato (che vedeva nel Fascismo un "male minore" rispetto alla prospettiva di una sovietizzazione dell'Italia), la violenza squadrista si rivolse anche contro il Partito Popolare Italiano, nelle sue frange estremiste (Miglioli).
D'altro canto le azioni violente dei socialisti nei confronti di reduci e decorati, nonché la persistente propaganda contro le annessioni irredentiste alienarono ai bolscevichi in Italia il consenso di larga parte degli ex militari, segnatamente fra i sottufficiali e gli ufficiali di complemento, i quali aderirono spesso e volentieri (o simpatizzarono) per i Fasci. Questo apportò al nuovo movimento di Mussolini un atout fondamentale nella conduzione degli scontri con socialisti e popolari. Come visto nei fatti del 15 aprile 1919, la frattura fra Esercito e Socialismo si stava facendo insanabile, con gravi conseguenze per le possibilità di riuscita di una rivoluzione di stampo marxista-leninista anche in Italia.
A partire dall'autunno del 1919, in sostanza, la reazione fascista ai tentativi bolscevichi di importare la rivoluzione sovietica in Italia trasformò lo scontro politico in un vero e proprio scontro armato, con centinaia di morti dalle due parti contrapposte e fra le forze dell'ordine, strette fra incudine e martello delle due compagini in lotta fra di loro.

## Il 1920: le ultime carte dello Stato borghese
Nel novembre 1919 si tenne una partita elettorale decisiva: in Italia infatti per la prima volta veniva introdotto il suffragio universale maschile.
Le elezioni condussero a una vittoria dei due nuovi partiti di massa - i socialisti e i popolari - e sembrò per un attimo che la rivoluzione potesse entrare nel "palazzo" per vie legali. Contemporaneamente i Fasci di Combattimento subivano una sonora sconfitta.
Invece proprio l'insperata vittoria elettorale del Partito Socialista condusse lo schieramento filo-bolscevico all'impasse.
Rimase in carica il governo Nitti, mentre la frattura fra massimalisti e riformisti in seno al Partito Socialista riuscì a bloccarlo all'opposizione.
Così nel 1920 le istituzioni politiche italiane giocarono le loro ultime carte nel tentativo di scongiurare un esito rivoluzionario nel Paese. Operando per dividere i nemici troppo forti e per schiacciare quelli più deboli, lo Stato ottenne dei successi che riuscirono a garantirgli altri due anni di vita, la sopravvivenza fisica di molte sue istituzioni e quella politica di molti suoi rappresenti dopo la conclusione del periodo delle lotte rivoluzionarie, con la presa del potere da parte dei fascisti.
Autore di questa temporanea vittoria fu Giovanni Giolitti, il cui governo, seguito a due dicasteri fallimentari di Nitti, il 15 giugno 1920, ebbe successo nel concedere agli occupanti di fabbriche e terre alcuni miglioramenti nelle loro condizioni di lavoro e vita, assieme alla promessa vaga di una futura compartecipazione delle maestranze nella gestione delle imprese. Questo, unito alla generale stanchezza delle masse operaie e bracciantili e alla delusione per il generale riflusso delle rivoluzioni bolsceviche in tutta Europa (in quel periodo anche in Russia nonostante la vittoria dei "rossi" sui "bianchi" scoppiavano ovunque rivolte antibolsceviche, mentre le repubbliche sovietiche ungherese e bavarese erano già state schiacciate nell'estate precedente), provocò un progressivo sfaldamento del fronte socialista.
Gli scioperi diminuirono e le occupazioni spesso cessarono spontaneamente. Allo stesso tempo, nonostante la sconfitta elettorale subita dai Fasci di Combattimento, la violenza squadrista colpiva laddove le organizzazioni socialiste, popolari e sindacalconfederali non cedevano spontaneamente, iniziando così a raccogliere consensi e finanziamenti anche da alcuni latifondisti e industriali.
Contemporaneamente Giolitti ordinava che il problema di Fiume fosse liquidato con la forza: nel cosiddetto Natale di Sangue del 1920 la Regia Marina bombardò la città quarnerina e D'Annunzio, per evitare una strage si arrese, abbandonando coi suoi uomini la città alle clausole del Trattato di Rapallo.
La prospettiva agitata da Giolitti di un accomodamento riformista ai problemi del proletariato italiano ridiede voce in seno al PSI all'ala moderata: questo generò l'ennesima crisi interna che maturò nel 1921 con la scissione prima comunista (Congresso di Livorno), quindi moderata (estate 1922).
Queste due scissioni furono contemporanee alla progressiva crescita del movimento fascista: questo aggrediva le posizioni socialiste su tutta la linea, da quella militare delle azioni squadriste a quella sociale e sindacale, con la creazione di organizzazioni di lavoratori alternative a quelle confederali, popolari e unitarie, che si nutrivano anche della violenta eliminazione di quelle avversarie. Inoltre l'amnistia concessa da Francesco Saverio Nitti ai disertori provocò fortissime ondate di sdegno e galvanizzò fortemente i fascisti, procurando loro nuove leve e nuove simpatie fra i militari e i reduci. L'attacco mediatico contro Nitti (chiamato da D'Annunzio "Cagoia" e da Mussolini "Quel porco di Nitti") fu uno dei principali motivi della stampa fascista, fiumana.
Tuttavia anche il Fascismo, proprio con il tramonto dei propri diretti avversari e concorrenti nella rivoluzione, iniziò ad attraversare un periodo di crisi: la sconfitta elettorale sembrò condannare al velleitarismo i Fasci, e alcuni elementi fondamentali ne uscirono (fra questi Pietro Nenni), altri ne entrarono (fra questi Alceste de Ambris, sebbene mai formalmente iscritto). Le prospettive mussoliniane di una soluzione negoziale del problema rivoluzionario si scontravano con quelle radicali dello squadrismo più acceso, che chiedeva invece senza mezzi termini un colpo di Stato. Iniziarono anche scontri interni fra gruppi contrapposti di fascisti, e lo stesso Mussolini fu minacciato di "spedizione punitiva" ("botte in quantità").
Nell'estate 1921 infatti il governo Bonomi - seguito al Giolitti V e che includeva nella sua maggioranza parlamentare anche i socialriformisti - aveva cominciato a reagire anche al Fascismo: avendo stornato il rischio di una rivoluzione bolscevica, ora gli apparati dello Stato potevano rivolgersi anche contro il secondo pericolo eversivo, quello fascista. A Sarzana il 21 luglio 1921 i fascisti furono affrontati e sconfitti dai carabinieri, lasciando sul terreno 18 caduti.
Questa mutata situazione spinse Mussolini a cercare un accordo con gli ex amici del PSI affinché cessassero gli scontri e i tre grandi partiti di massa italiani (Socialista, Popolare e i Fasci) si unissero nella creazione legalitaria di un governo di radicale riforma del Paese. Un accordo immediatamente contestato dall'ala radicale del Fascismo e dagli Arditi del Popolo e reso vano dall'assenza nell'accordo dei comunisti, che costituendo la parte più radicale e violenta dell'ala rivoluzionaria marxista, continuavano a trovarsi sul piede di guerra coi fascisti dando a costoro il pretesto per poter continuare le azioni squadriste.
La crisi profonda attraversata dai Fasci portò al Congresso del novembre 1921 che trasformò il movimento in partito, che gettò le basi per il rush finale della sua presa di potere.

## La Marcia su Roma
La mutata situazione pose Mussolini di fronte all'alternativa di perdere la parte più radicale del suo movimento (con rischi anche diretti alla sua persona) oppure tentare un colpo di mano. Direttamente Mussolini rischiava di veder messo in forse il suo ruolo di capo (tutt'altro che indiscusso) dei Fasci.
La cerimonia del Milite Ignoto, l'ingresso dei socialdemocratici e dei popolari nel governo, la fine del Biennio Rosso e della minaccia bolscevica, le frizioni coi nazionalisti e i dannunziani erano tutti elementi che minacciavano letteralmente di prosciugare l'acqua in cui galleggiava il Fascismo.
Lentamente infatti lo Stato si riappropriava della propria sovranità, riaffermava i principi nazionalisti e patriottici il cui abbandono nel primissimo dopoguerra aveva suscitato lo sdegno degli aderenti ai Fasci. Il clima di minore tensione politica con la scissione del PSI, e le divisioni fra i vari gruppi e movimenti marxisti e il progressivo scemare di scioperi ed occupazioni proletarie e bracciantili rendeva agli occhi dell'opinione pubblica e degli stessi iscritti ai Fasci molto meno giustificata l'esistenza di una simile compagine, violenta e apertamente sovversiva.
Mussolini reagì a questa situazione giocando la carta del "bastone e della carota": da un lato continuava ad appoggiare apertamente le iniziative più violente e radicali del suo movimento, dall'altro trattava più o meno segretamente con le forze moderate affinché accettassero l'ingresso nel governo della Nazione del Fascismo.
Mussolini iniziò a trattare con Luigi Facta e con alcuni esponenti dell'industria mentre il clima interno al Fascismo si accendeva sempre di più.
Nell'estate 1922 venne in soccorso di Mussolini una grave crisi parlamentare: l'ennesima scissione fra socialisti, la caduta del governo Facta la sua sostituzione con un nuovo - debolissimo - esecutivo Facta che però non includeva i fascisti.
Era il momento giusto: con il congresso di Napoli del 24 ottobre 1922 gli squadristi dimostrarono la loro forza. Mussolini, premuto dai ras si decise per il colpo di mano. Fra 27 e 28 ottobre tre colonne di camicie nere convergerono su Roma, minacciando di assaltarla se le forze armate si fossero frapposte.
Era un enorme bluff, poiché senz'altro ogni scontro con l'Esercito si sarebbe rivelato un bagno di sangue e la sconfitta militare dei fascisti (che non disponevano d'armamento pesante, né - soprattutto - della volontà di combattere contro il proprio esercito, nel quale moltissime delle camicie nere avevano servito). Mussolini, prudentemente, seguì lo svolgersi degli eventi dal suo "covo" di Milano, partendo per Roma solo quando giunse il telegramma di convocazione al Quirinale da parte del sovrano e fu chiaro che non vi sarebbe stato confronto armato.
Il bluff ebbe invece successo: il sovrano rifiutò al Governo la firma sull'atto di stato d'assedio, e le camicie nere poterono sfilare per Roma indisturbate. Il giorno successivo Benito Mussolini, chiamato a Roma da Vittorio Emanuele III, veniva incaricato di formare un nuovo governo. Era la vittoria della politica mussoliniana del doppio binario: aveva ottenuto per vie legali un colpo di mano, accontentando così l'ala radicale del proprio partito, rassicurando i moderati e procurandosi un'ufficiale "unzione" istituzionale dalle mani del sovrano stesso.
Il 28 ottobre sarebbe stato celebrato, per i 22 anni successivi, come la data cardinale della rivoluzione fascista da cui contare gli anni dell'Era Fascista.

## La fase parlamentare del Fascismo e la trasformazione in dittatura
Ottenuto il potere, occorreva conservarlo.
Principale problema di Mussolini dopo aver ottenuto l'incarico di formare il nuovo governo era quello di dover fare i conti con un partito apertamente sovversivo ed uno Stato le cui strutture erano tutte - formalmente - sopravvissute al colpo di mano della Marcia su Roma.
Primo atto di questa svolta legalitaria del Fascismo fu l'inquadramento delle squadre d'azione all'interno di una Milizia (Milizia Volontaria per la Sicurezza Nazionale), che da un lato avrebbe dovuto dare un formale segno di pacificazione e normalizzazione, dall'altro però significava tanto l'ufficializzazione delle squadre, quanto il fatto che esse erano divenute il braccio armato non più di una fazione, ma dello Stato, nella persona di Mussolini stesso. Il 1º febbraio 1923, la Milizia nasceva ufficialmente come "Guardia armata della rivoluzione", "al servizio di Dio e della Patria".
La necessità di una "guardia" implicava il fatto che vi fosse qualcosa da cui guardarsi: come si evince dai discorsi parlamentari e dagli articoli di giornale di Mussolini nei suoi primi 3 anni di governo, la rivoluzione fascista viene percepita come "in difensiva", assediata dalle forze borghesi del vecchio regime liberaldemocratico, con le quali - pure - Mussolini era dovuto scendere a patti per ottenere il potere. Non più impensierito dai socialisti e dai comunisti - oramai pressoché ridotti all'impotenza dagli esiti disastrosi della guerra civile coi fascisti, Mussolini capisce che le minacce vere giungono dai "poteri forti".
Al contempo si agitava una fronda fascista che ebbe il suo culmine nel discorso tenuto alla Camera il 23 maggio dal deputato Alfredo Misuri, un dissidente fascista che criticò la degenerazione del fascismo e auspicò il ristabilimento delle normali funzioni costituzionali del parlamento. La stessa sera del discorso il parlamentare venne aggredito e ferito nei pressi di Montecitorio da tre individui guidati dal "seniore" della milizia Arconovaldo Bonaccorsi che non verrà perseguito dalle forze dell'ordine.
Sempre in maggio si ebbero manifestazioni monarchiche, antifasciste, dette "Proteste del soldino", in quanto le persone camminavano per strada portando una monetina da 10 centesimi, con l'effigie reale, all'occhiello.
Si moltiplicarono negli scritti e nei discorsi mussoliniani gli avvertimenti contro coloro che minacciavano il governo fascista, tanto dall'interno delle istituzioni quanto all'esterno, avvertimenti ai quali, più raramente che in passato, ma con non minore violenza, si facevano seguire anche azioni squadriste di intimidazione e repressione del dissenso, nonché una serie di "colpi di grazia" inferti a socialisti, comunisti e popolari, perfino all'interno delle istituzioni statali stesse. Nel dicembre un centinaio di dimostranti fascisti invase e devastò la casa di Nitti a Prati di Castello per poi sfilare in formazione militare per il Corso a Roma senza alcun intervento della forza pubblica e il 26 dicembre Giovanni Amendola venne assalito e bastonato da quattro individui, la mattina seguente il "Popolo d'Italia" commenterà che l'opposizione al governo fascista era un atto di criminalità politica peggiore della deplorevole aggressione.
Intanto Mussolini e il suo entourage iniziavano un processo di radicale ricostruzione dello Stato realizzando gli embrioni di quelle organizzazioni di massa e degli istituti che avrebbero costituito l'ossatura del Regime negli anni della dittatura. Contemporaneamente al risanamento del bilancio, della burocrazia e dei problemi esteri dell'Italia, il Fascismo pensava a come installarsi stabilmente all'interno dello Stato.
Tentativo legalitario di completare la presa di potere tramite le elezioni fu il varo della Legge Acerbo, con la quale Mussolini puntava ad ottenere un premio di maggioranza schiacciante e ad annullare le opposizioni di destra, centro e sinistra. Le successive elezioni, tenute il 6 aprile 1924 in un clima di feroce intimidazione da parte degli squadristi, fecero comunque ottenere al Listone (che faceva capo al PNF) il 64,9% dei voti, tali da rendere superfluo il premio di maggioranza.
Le proteste contro il risultato elettorale del deputato socialista Giacomo Matteotti provocarono una violenta reazione fra alcuni squadristi, che, in un tentativo di rapimento ed intimidazione del deputato, lo uccisero durante l'aggressione.
Il Paese venne gettato da questo omicidio nella costernazione e lo stesso Fascismo rischiò d'essere travolto. Le opposizioni abbandonarono la Camera dei Deputati (Secessione dell'Aventino) e gli esponenti delle aree moderate e liberali del parlamento si rivolsero al sovrano affinché destituisse Mussolini. Per tutto l'autunno del 1924 il Paese fu nuovamente in bilico.
A sbloccare la situazione fu un improvviso pronunciamiento dell'ala più radicale del rassismo squadrista. Nella notte di San Silvestro del 1924, dietro la minaccia di un colpo di stato squadrista contro Mussolini (e perfino di passare alle vie di fatto contro la sua persona), gli squadristi ottennero dal capo del Governo la tanto sospirata svolta dittatoriale.
Il 3 gennaio 1925, con un discorso alla camera, Mussolini si assunse ogni responsabilità delle violenze squadriste, dichiarandole inscindibili dal percorso rivoluzionario "della migliore gioventù italiana", contemporaneamente di fatto affermando anche di essere lui il capo del movimento, e di non poter essere messo in discussione ulteriormente:
Signori!
Vi siete fatte delle illusioni! Voi avete creduto che il fascismo fosse finito perché io lo comprimevo, che fosse morto perché io lo castigavo e poi avevo anche la crudeltà di dirlo. Ma se io mettessi la centesima parte dell'energia che ho messo a comprimerlo, a scatenarlo, voi vedreste allora. Non ci sarà bisogno di questo, perché il Governo è abbastanza forte per stroncare in pieno definitivamente la sedizione dell'Aventino. L'Italia, o signori, vuole la pace, vuole la tranquillità, vuole la calma laboriosa. Noi, questa tranquillità, questa calma laboriosa gliela daremo con l'amore, se è possibile, e con la forza, se sarà necessario.»
Il 20 luglio a Montecatini Terme una turba di fascisti armati obbligò Giovanni Amendola a lasciare l'albergo in cui si trovava per cure termali, sulla strada, vicino a Pistoia, Amendola venne aggredito e ferito e non si rimise da questa seconda aggressione morendo esule, in ospedale, in Francia otto mesi dopo.

### Affermazione della dittatura Fascista
Con l'affermazione della dittatura in Italia, il processo di normalizzazione diviene uno dei pilastri del potere mussoliniano. Occorreva da un lato schiacciare definitivamente ogni residuo d'opposizione antifascista e dall'altro far cessare le violenze squadriste.
Con la creazione di istituti di repressione come il "Tribunale straordinario", lo scioglimento coatto dei partiti, l'abolizione dei sindacati non fascisti si tacitarono le opposizioni militanti. Con un giro di vite sulla Milizia e con i suoi elementi più radicali si ottenne la cessazione dello squadrismo attivo.
La Rivoluzione fascista assunse a questo punto aspetti di riformismo radicale, tali che, con una fortunata espressione, lo storico Mario Isnenghi essa viene letteralmente "messa in vetrina" con la Mostra che nel Decennale della Rivoluzione viene dedicata alla conquista del potere da parte dei fascisti. La rivoluzione lentamente diviene solo un “catechismo” o addirittura un “birignao” che “tutti recitano compunti” in una “realtà di normalizzazione e di osmosi trasformista con la vecchia Italia”.

## Gli strascichi nel fascismo e nell'antifascismo
Durante tutto il periodo fascista successivo non mancarono affatto rigurgiti rivoluzionari, tutti perlopiù rimasti sulla carta. Il mito di una "seconda ondata rivoluzionaria" resterà permanente fino all'epilogo della RSI.
Entro le forze antifasciste, lo spirito rivoluzionario socialista assumerà il carattere di una rivolta contro il regime fascista per instaurare in Italia una repubblica di tipo socialista o addirittura sovietica. Si parlerà di una "Rivoluzione democratica" La successiva guerra civile combattuta fra partigiani e fascisti-repubblicani nel 1943-1945 potrebbe anche essere interpretata come una ripresentazione (e una "resa dei conti") dei contrasti del Biennio Rosso.
La sconfitta del fascismo, tuttavia, non porterà alla conclusione rivoluzionaria (in senso socialista o sovietico) della guerra civile, ma a una ricostituzione dello stato liberale prefascista, modificato dall'abolizione dell'istituto monarchico sostituito con una presidenza settennale. Questo produrrà una forte delusione negli ambienti più radicali del movimento partigiano, dove per molti anni si continuerà a parlare, specialmente in ambiente azionista e nella sinistra comunista di "resistenza tradita" e "rivoluzione impedita".